# Arpinge
Arpinge – osada w Anglii, w hrabstwie Kent, w dystrykcie Folkestone and Hythe. Leży 46 km na południowy wschód od miasta Maidstone i 99 km na południowy wschód od centrum Londynu.